# Вержбицкая, Анна Казимировна
Анна Казимировна Вержбицкая (бел. Ганна Казіміраўна Вяржбіцкая; 8 февраля 1915, Борисов — 6 февраля 2000) — директор совхоза «Старо-Борисов» Борисовского района Минской области, Белорусская ССР. Герой Социалистического Труда (1966). Заслуженный агроном БССР.

## Биография
Окончила МичГАУ в Мичуринске в 1940 году. С 1947 года — агроном, в 1961—1971 годах (по другим данным, в 1961—1973) — директор совхоза «Старо-Борисов». С 1973 года — старший агроном Минского областного управления профессионально-технического образования.
Указом Президиума Верховного Совета СССР от 22 марта 1966 года за успехи в развитии животноводства, увеличение производства и заготовок сельскохозяйственной продукции удостоена звания Героя Социалистического Труда с вручением ордена Ленина и золотой медали «Серп и Молот».
Член ЦК КПБ в 1954—1956 и 1961—1966 годах. Член Комитета советских женщин в 1966—1977 годах.